# Paul McGillion
Paul McGillion (Paisley (Schotland), 5 januari 1969) is een acteur. Hij is onder meer bekend als dokter Carson Beckett in de televisieserie Stargate Atlantis. 

## Biografie
McGillion werd geboren in Schotland en verhuisde op tweejarige leeftijd naar Canada. In zijn tienerjaren leefde hij weer een tijd in Schotland om daarna weer terug te keren naar Canada. Hij studeerde biologie en volgde ook les in een theaterschool. Later gaat hij zelf les geven, hij doceerde op het einde van de jaren 90 aan de prestigieuze Vancouver Film School.
Zijn eerste televisierol had hij in de serie The Commish in 1994. Hij speelde ook gastrollen in onder meer Sliders, The X-Files, The Sentinel en Smallville.
In 2004 had hij een hoofdrol in de sciencefictionserie Stargate Atlantis, waarin hij de rol van Carson Beckett vertolkte, de dokter van de Atlantis-expeditie. Vanaf het vierde seizoen verdween hij als hoofdrolspeler uit de show, maar speelde het personage verder als gastrol totdat de serie ermee ophield na het vijfde seizoen.
McGillion deed auditie voor de rol van Scotty voor de nieuwe Star Trekfilm die in mei 2009 in de zalen kwam, maar de rol ging uiteindelijk naar Simon Pegg. Hij kreeg wel een kleinere rol.